# Gewürzgurke

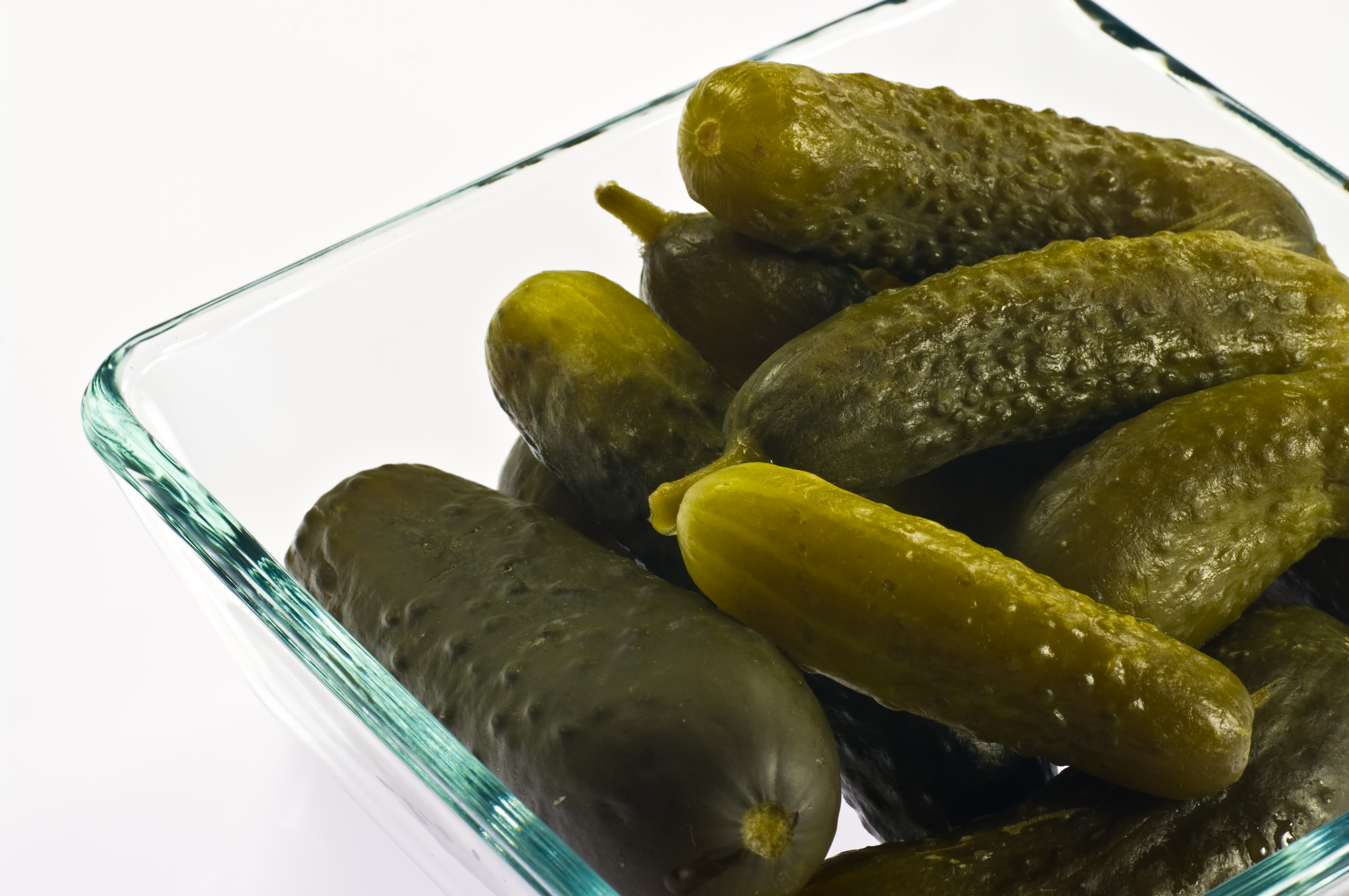
Gewürzgurken

Gewürzgurken oder Essiggurken sind Gurken, die mit einem kochenden, gewürzten Essig-Kräuter-Sud übergossen wurden und so eingelegt worden sind. 

## Herstellung
Die meistens industriell produzierten Gewürzgurken unterscheiden sich sehr in der Größe und in der verwendeten Gewürzmischung. Sehr kleine Gewürzgurken (Gürkchen) werden Cornichons [kɔrniˈʃõːs] (eigentlich = Hörnchen, Verkleinerungsform von: corne) genannt. Häufig finden sich Dill, gelbe Senfkörner, Zwiebeln, Salz und eventuell Zucker sowie Aromen wie Pfeffer im Sud. Der Sud wird auch als Gurkenwasser bezeichnet.

## Gurkenfächer

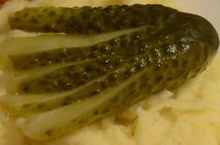
Gurkenfächer

Als Gurkenfächer bezeichnet man Dekorelemente der kalten Küche. Dafür verwendet man eingelegte Gurken wie Gewürzgurken und Salzgurken. Diese werden der Länge nach diagonal halbiert. Danach schneidet man sie vom breiten Ende her in gleich große Scheiben auf. Am schmalen Ende lässt man einen Teil der Schale stehen und nutzt dieses Stück dann als Angel des Fächers. Für die Zubereitung drückt man danach die Gurke auf einer glatten Oberfläche gleichmäßig auseinander und erhält durch die langen Gurkenstreifen einen Fächer.